# 교육혁신위원회
교육혁신위원회(敎育革新委員會, Presidential Committee on Education Innovation)는 노무현 대통령의 참여정부에 있던 대한민국의 대통령 직속기관으로 문민정부 시대의 교육개혁위원회, 국민의 정부 시대의 새교육공동체 등 교육관련 대통령 자문기구의 후속 기관이다. 위원장을 포함해 23명의 위원으로 이루어져 있으며, 위원의 임기는 2년이고 연임할 수 있다. 그 밖에 13명의 자문위원과 5명의 전문위원이 있고, 운영위원회 아래 학교교육 · 고등교육인적자원 · 직업교육 · 교육분권자치 · 특별전문위원회가 있다.
교육혁신위원회는 '학부모 · 교원 등 교육당사자를 포함한 국민의 참여와 합의를 바탕으로 교육 · 인적자원개발에 관한 상호신뢰 및 국민적 공감대를 형성함과 동시에 일관성 있는 교육혁신의 방향 정립에 관한 대통령의 자문에 응하기 위함'을 목적으로 하여 설립되었으며 중장기 교육 · 인적자원정책의 방향 정립에 관한 사항, 주요 교육정책의 개발에 관한 사항, 교육체제의 혁신에 관한 사항, 교육재정 및 교육복지에 관한 사항 등에 관하여 대통령에게 자문하는 것을 기능으로 하였으며 대학입시제도 개혁을 비롯한 참여정부 시절의 다양한 교육정책의 산실 역할을 하였다. 
대한민국 노무현대통령의 당선 전 공약이었던 교육혁신위원회는 2003년 7월 31일에 전성은을 위원장으로 하여 출범하였으며 2005년 7월 30일자로 1기 활동을 종료하고 2005년 10월 11일, 부산광역시 교육감인 설동근을 위원장으로 2기 활동을 하였다. 2007년 2월 9일에는 설동근위원장의 뒤를 이어 신라대학교 총장인 정홍섭이 2008년 2월 20일까지 위원장을 역임하였다.
2008년 3월 이명박정부의 출범시 교육혁신위원회가 지나치게 평등주의적 교육정책을 수립하였다는 이유로 여러 대통령 직속 자문기구와 함께 폐지되었다.